# Karwendel

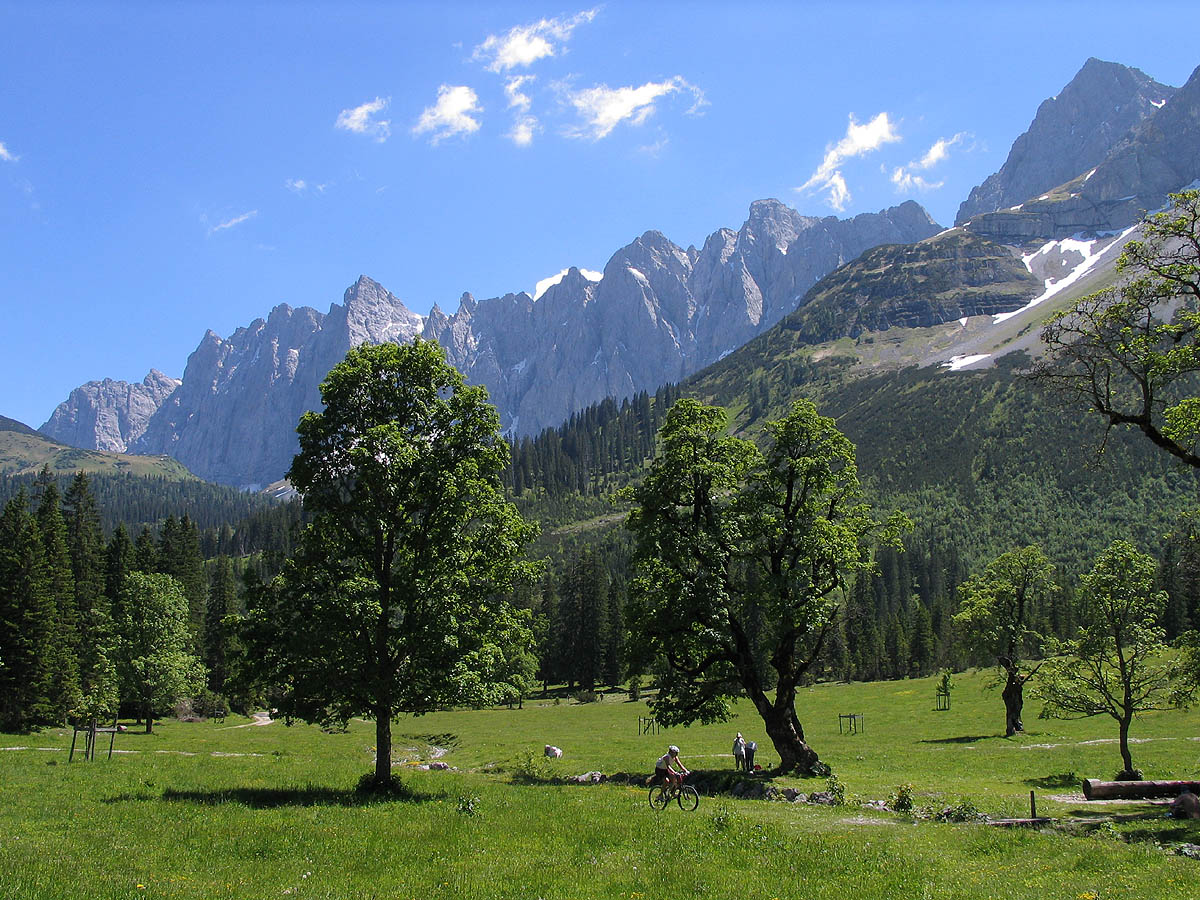
Szczyty Karwendel od strony Tyrolu

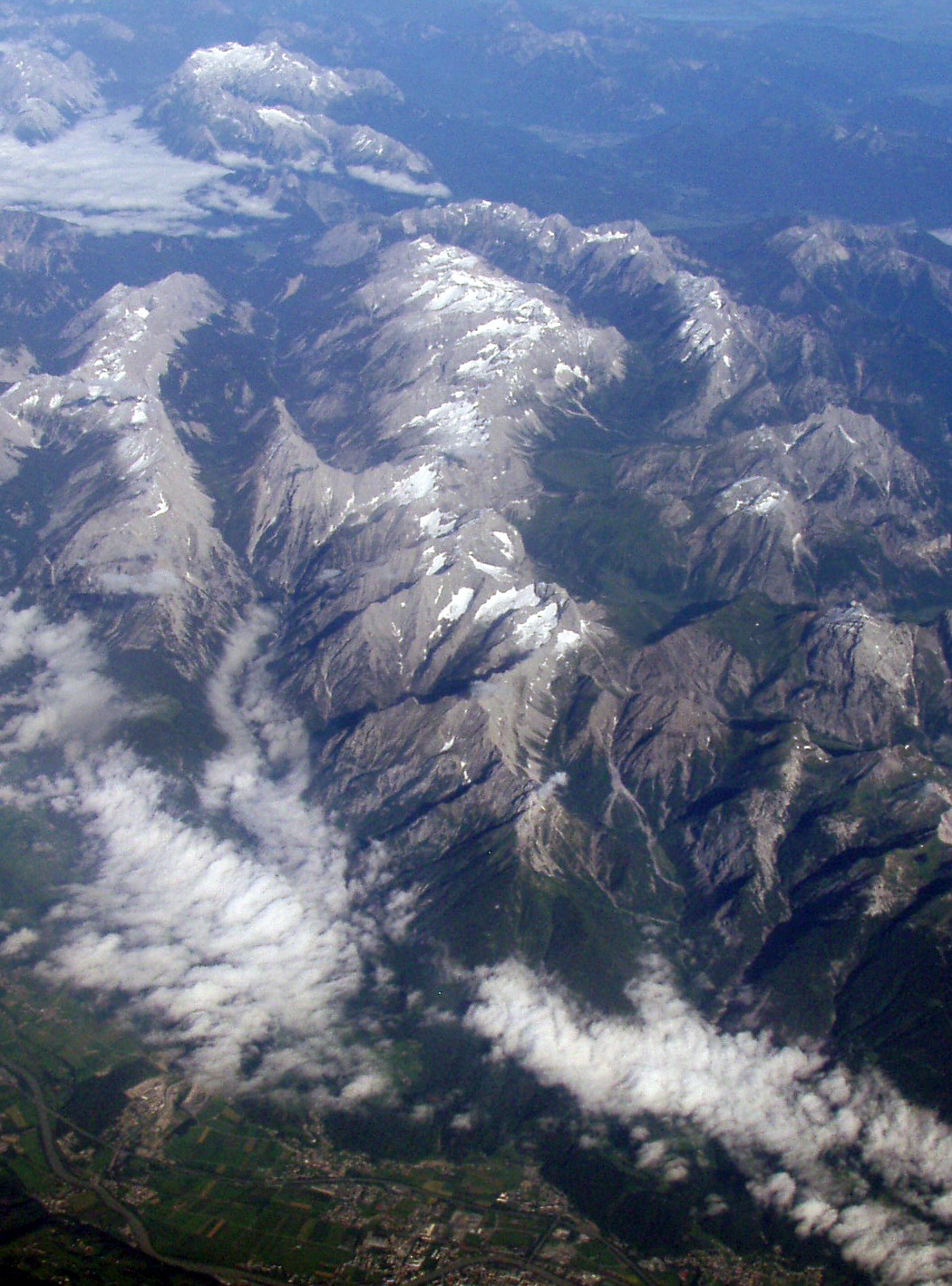
Widok z lotu ptaka na całe pasmo

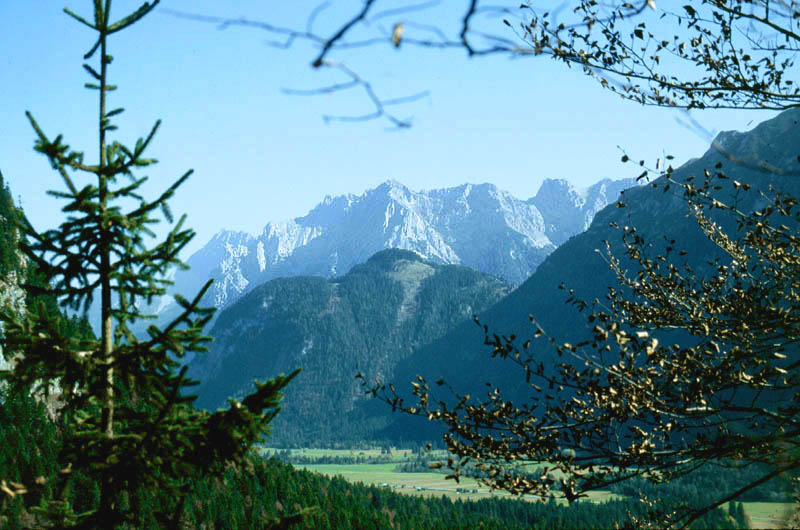
Widok na pasmo z Wetterstein

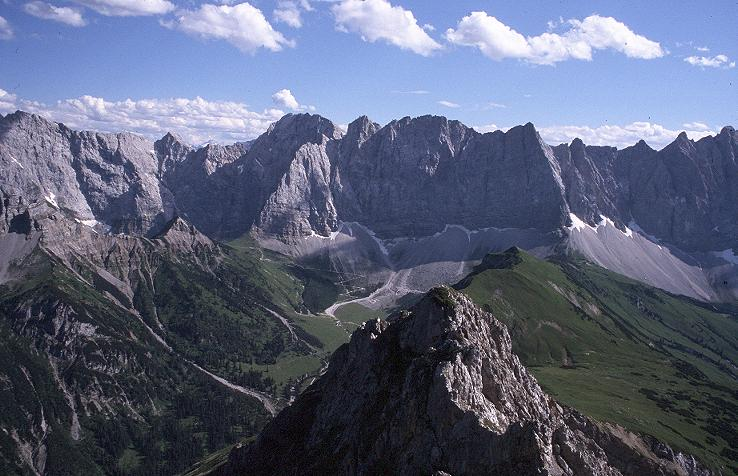
Karwendel od strony niemieckiej

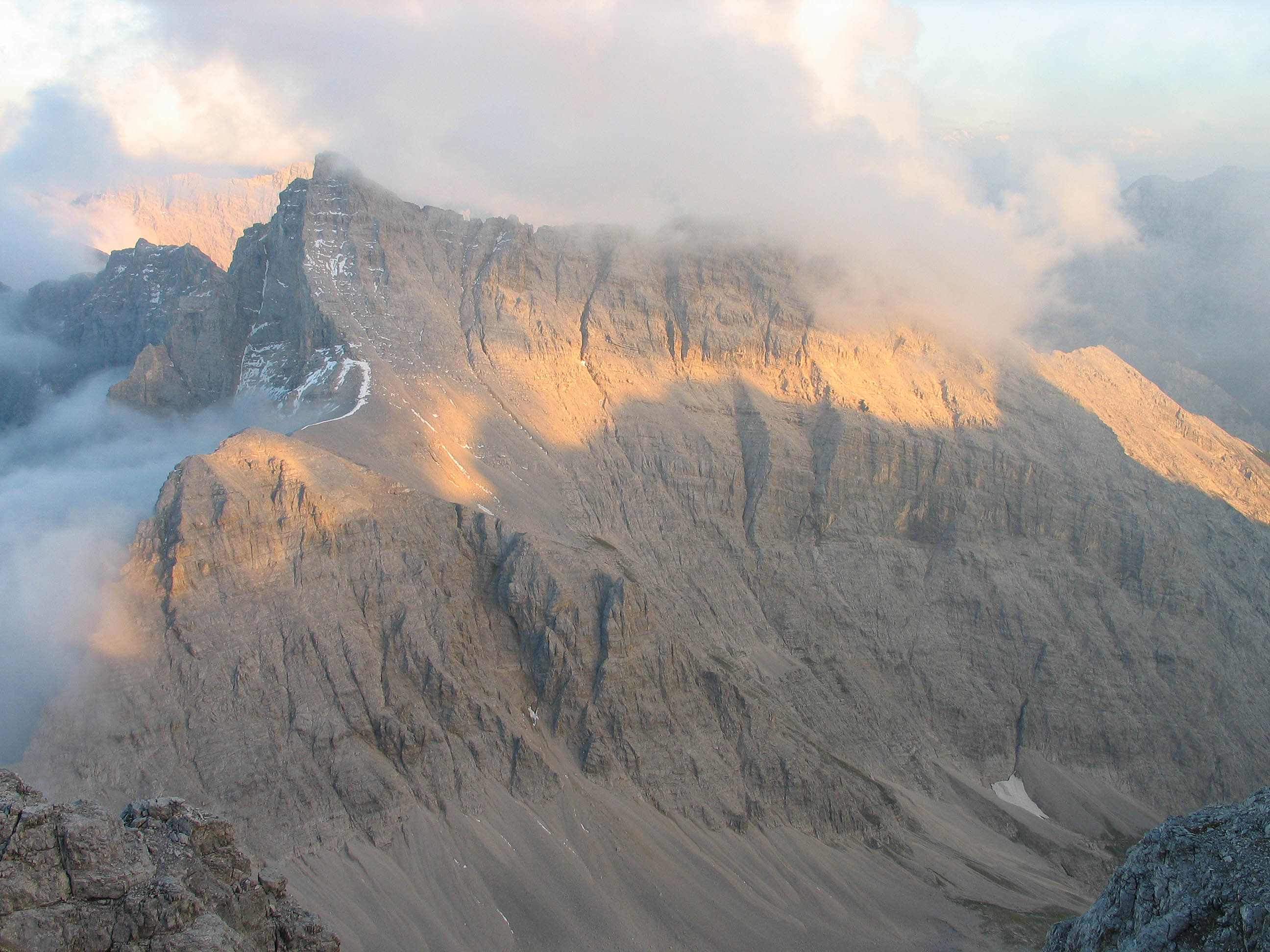
Kaltwasserkarspitze

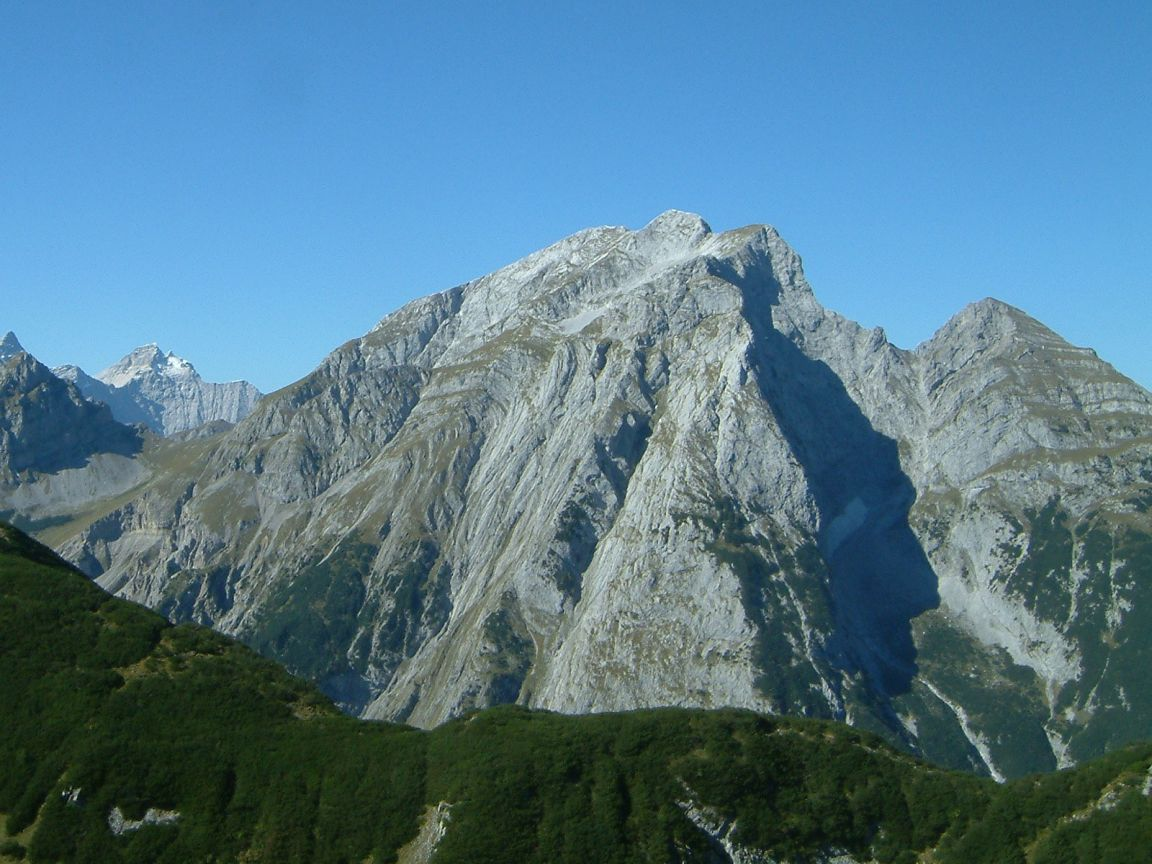
Gamsjoch

Karwendel (niem. Karwendelgebirge) – pasmo górskie w Północnych Alpach Wapiennych. Leży na pograniczu południowych Niemiec (Bawaria) i Austrii (Tyrol). 125 szczytów przekracza 2000 m n.p.m., jednak żaden z nich nie jest wyższy niż 3000 m; najwyższy szczyt – Birkkarspitze osiąga 2749 m. Największe miasto w pobliżu to Monachium.
Pasmo to graniczy z: Wettersteingebirge na zachodzie, Bayerische Voralpen na północy, Rofan na wschodzie, Tuxer Alpen na południowym wschodzie oraz ze Stubaier Alpen na południowym zachodzie.
Najwyższe szczyty:
| - Birkkarspitze (2749 m), - Mittlere Ödkarspitze (2745 m), - Kaltwasserkarspitze (2733 m), - Großer Bettelwurf (2725 m), - Großer Lafatscher (2696 m), - Große Seekarspitze (2679 m), - Haller Rosskopf (2670 m), - Hintere Bachofenspitze (2668 m), - Grubenkarspitze (2663 m), - Westliche Praxmarerkarspitze (2641 m), - Kleiner Solstein (2637 m), - Kleiner Lafatscher (2635 m), - Speckkarspitze (2621 m), - Hintere Brandjochspitze (2599 m), - Hohe Warte (2596 m), - Breitgrieskarspitze (2590 m), - Laliderer Spitze (2583 m), - Jägerkarspitze (2579 m), - Sonntagkarspitze (2575 m), - Pleisenspitze (2569 m), - Vordere Brandjochspitze (2559 m), - Hochnissl (2546 m), - Stempeljochspitze (2543 m), - Larchetkarspitze (2541 m), - Großer Solstein (2540 m), - Östliche Karwendelspitze (2537 m), - Vogelkarspitze (2523 m), | - Lamsenspitze (2508 m), - Hoher Gleirsch (2491 m), - Wörner (2476 m), - Sonnjoch (2457 m), - Gamsjoch (2452 m), - Erlspitze (2404 m), - Kuhkopf (2399 m), - Westliche Karwendelspitze (2385 m), - Steinfalk (2348 m), - Hafelekarspitze (2334 m), - Freiungen (2332 m), - Sunntigerspitze (2321 m), - Schaufelspitze (2308 m), - Frau Hitt (2269 m), - Soiernspitze (2259 m), - Hundskopf (2243 m), - Rappenspitze (2223 m), - Rotwandlspitze (2192 m), - Brunnsteinspitze (2180 m), - Montscheinspitze (2106 m), - Schafreuter (2105 m), - Fleischbank (2026 m), - Grasbergjoch (2020 m), - Torkopf (2012 m), - Hölzelstaljoch (2012 m), - Kompar (2011 m). |

Schroniska:
| - Alpensöhnehütte, - Amtsäge, - Bärenbadalm, - Bettelwurfhütte, - Binsalm, - Birkkarhütte, - Breitgrieskarschartenbiwak, - Brunnsteinhütte, - Dammkarhütte, - Eppzirler Alm, - Falkenhütte, - Gramai-Hochleger, - Hallerangeralm, - Hallerangerhaus, - Hinterhornalm, - Hochlandhütte, - Höttinger Alm, | - Karwendelhaus, - Krinner-Kofler-Hütte, - Lalidererspitzen-Biwak, - Lamsenjochhütte, - Larchetalm, - Mittenwalder Hütte, - Neue Magdeburger Hütte, - Nördlinger Hütte, - Oberbrunnalm, - Pfeishütte, - Pleisenhütte, - Plumsjochhütte, - Rotwandlhütte, - Seewaldhütte, - Soiernhaus, - Solsteinhaus, - Tölzer Hütte. |